# Schopfloch, Bavaria
Schopfloch este o comună aflată în districtul Ansbach, landul Bavaria, Germania.